# Struktura agrarna
Struktura agrarna – stan rolniczych jednostek produkcyjnych; udział zaklasyfikowanych do różnych grup według: własności ziemi, wielkości powierzchni gospodarstw rolnych, rozproszenia gruntów w ogólnej liczbie gospodarstw w państwie (lub np. regionie, województwie, gminie), struktury pracowniczej (np. liczba zatrudnionych osób).
W przeciwieństwie do polskiego piśmiennictwa w literaturze zachodnioeuropejskiej opowiada się za szeroką definicją struktur agrarnych jako zespołów powiązanych ze sobą instytucji, jak struktura ustroju gruntowego, struktura produkcji, czy struktura usług dla rolnictwa.
Jednym ze wskaźników opisujących strukturę agrarną może być współczynnik Giniego. Jest on miarą rozkładu zmiennej, w tym przypadku użytków (gruntów) rolnych wśród gospodarstw rolnych. Jego wartość unormowana jest pomiędzy 0 a 1. Wynosi on 0, jeżeli rozkład zmiennej jest jednakowy (np. 50% użytków rolnych należy do 50% gospodarstw rolnych) i wzrasta aż do 1 wraz ze wzrostem koncentracji użytków rolnych.